# Danville (Kentucky)
Danville település az Amerikai Egyesült Államok Kentucky államában. Boyle megyében, melynek megyeszékhelye is. Lakosainak száma 17 234 fő (2020. április 1.).

## Népesség
A település népességének változása:

| 2010 | 16 218 |
| 2020 | 17 234 |